# Candy Bauer
Candy Bauer (Zschopau, 31 luglio 1986) è un bobbista ed ex pesista tedesco, campione olimpico nel bob a quattro a Pyeongchang 2018 e vincitore di cinque titoli mondiali consecutivi nella stessa specialità, avendo trionfato nel 2017, nel 2019, nel 2020, nel 2021 e nel 2023.

## Biografia

### Gli inizi nell'atletica leggera
Ha praticato l'atletica leggera a livello nazionale e internazionale dal 2005 al 2012 unicamente nella disciplina del getto del peso, partecipando ai mondiali indoor di Istanbul 2012, piazzandosi al 15º posto. Vinse inoltre una medaglia d'argento ai V Giochi mondiali militari che si svolsero a Rio de Janeiro nel 2011.

### Il passaggio al bob
Compete dal 2013 come frenatore per la squadra nazionale tedesca. Debuttò in Coppa Europa nel novembre 2013 ed ha al suo attivo otto gare disputate, con 3 vittorie ottenute e altri 4 piazzamenti a podio conquistati.

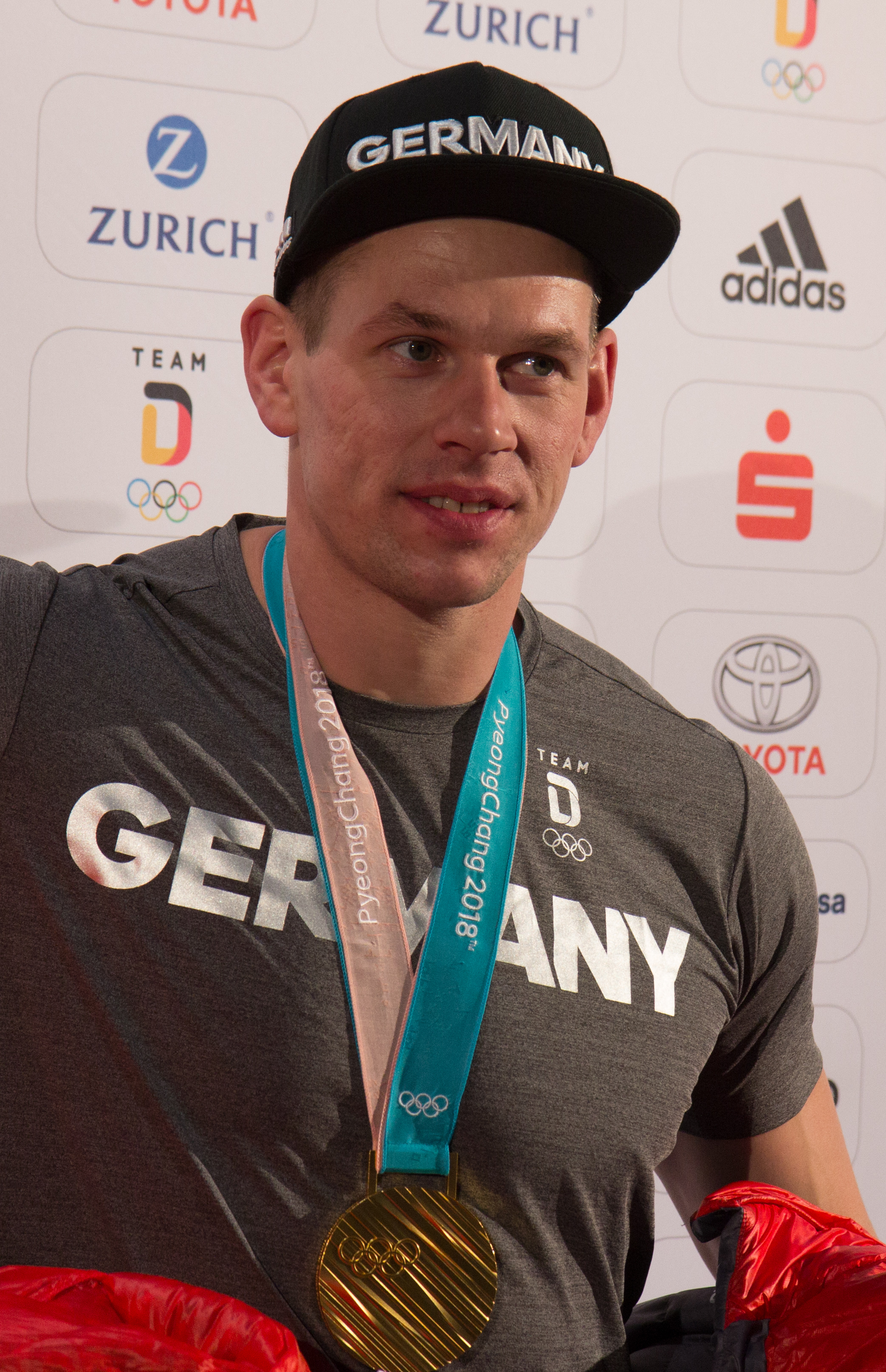
Bauer con al collo la medaglia d'oro olimpica conquistata a nel bob a quattro

Esordì in Coppa del Mondo il 1º febbraio 2015 a La Plagne, alla terzultima gara della stagione 2014/15, ottenendo in quella stessa occasione il suo primo podio nel bob a quattro. Salì inoltre per la prima volta sul podio del bob a due il 28 febbraio 2016 a Schönau am Königssee. Vinse la sua prima gara il 16 dicembre 2018 a Winterberg nel bob a quattro con Francesco Friedrich, Martin Grothkopp e Thorsten Margis.
Ha partecipato ai Giochi olimpici invernali di Pyeongchang 2018, vincendo la medaglia d'oro nel bob a quattro con Francesco Friedrich, Martin Grothkopp e Thorsten Margis.

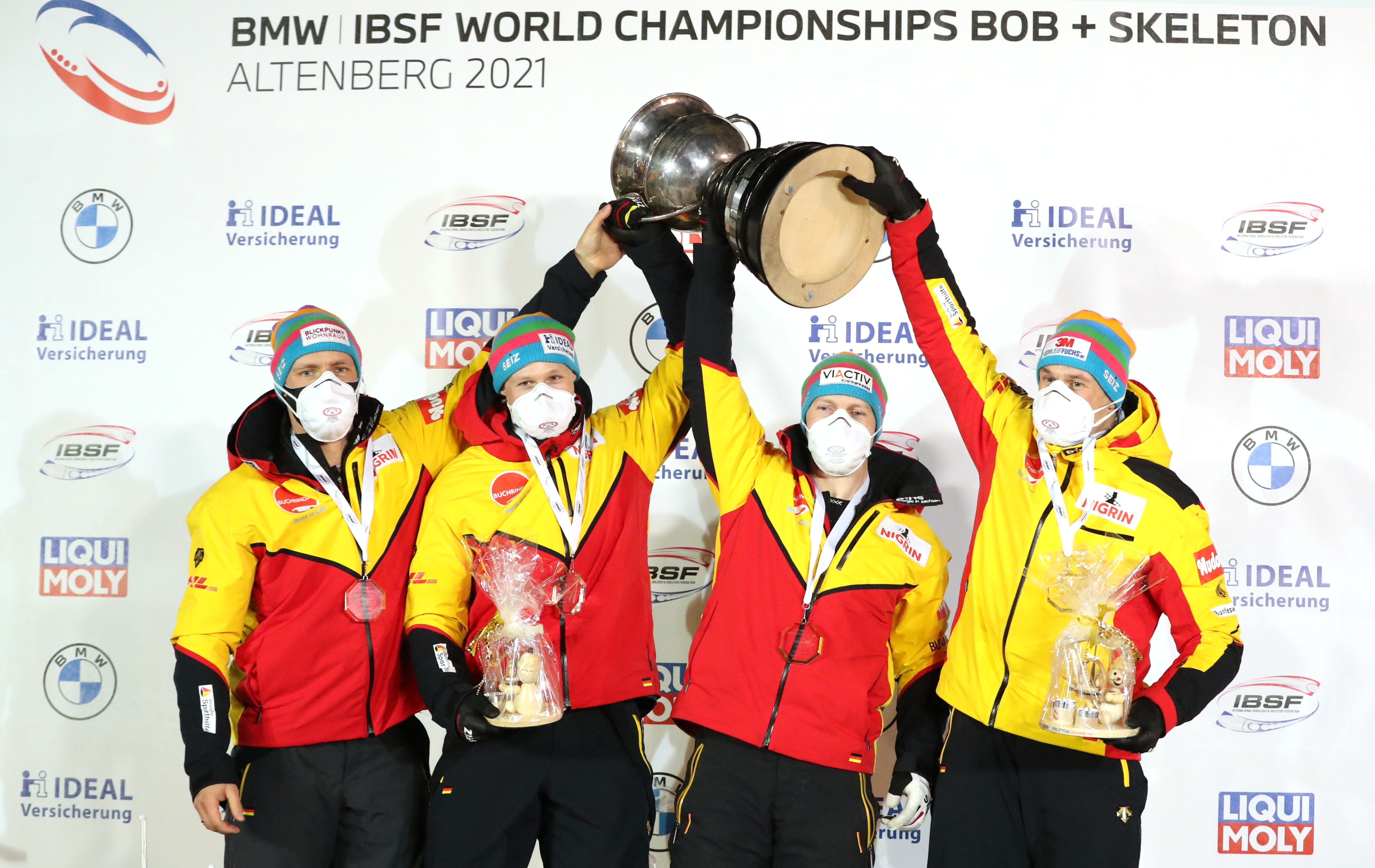
Da destra, Bauer, Friedrich, Schüller e Margis mentre sollevano il trofeo di campione del mondo conquistato nel bob a quattro ad Altenberg 2021

Prese parte altresì a sette edizioni dei campionati mondiali, conquistando un totale di sei medaglie, delle quali cinque d'oro. Nel dettaglio i suoi risultati nelle prove iridate sono stati, nel bob a quattro: quarto a Winterberg 2015, medaglia d'argento a Igls 2016 con Francesco Friedrich, Gregor Bermbach e Thorsten Margis, medaglia d'oro a Schönau am Königssee 2017 con Friedrich, Margis e Martin Grothkopp, medaglia d'oro a Whistler 2019 con Friedrich, Grothkopp e Margis, medaglia d'oro ad Altenberg 2020 con Friedrich, Grothkopp e Alexander Schüller, ad Altenberg 2021 con Friedrich, Margis e Schüller e a Sankt Moritz 2023 con Friedrich, Margis e Schüller.
Agli europei vanta invece sei medaglie, di cui una d'oro vinta nel bob a quattro a Winterberg 2021, più ulteriori tre d'argento e due di bronzo, tutte colte nella specialità a quattro e con Friedrich a condurre le slitte.

## Palmarès

### Olimpiadi
- 1 medaglia:
  - 1 oro (bob a quattro a Pyeongchang 2018).

### Mondiali
- 6 medaglie:
  - 5 ori (bob a quattro a Schönau am Königssee 2017; bob a quattro a Whistler 2019; bob a quattro ad Altenberg 2020; bob a quattro ad Altenberg 2021; bob a quattro a Sankt Moritz 2023);
  - 1 argento (bob a quattro ad Igls 2016).

### Europei
- 6 medaglie:
  - 1 oro (bob a quattro a Winterberg 2021);
  - 3 argenti (bob a quattro a La Plagne 2015; bob a quattro a Igls 2018; bob a quattro a Winterberg 2020; bob a quattro ad Altenberg 2023);
  - 1 bronzo (bob a quattro a Schönau am Königssee 2019).

### Coppa del Mondo
- 32 podi (2 nel bob a due, 30 nel bob a quattro):
  - 18 vittorie (tutte nel bob a quattro);
  - 6 secondi posti (tutti nel bob a quattro);
  - 8 terzi posti (1 nel bob a due, 7 nel bob a quattro).

#### Coppa del Mondo - vittorie
| Data             | Luogo                | Paese       | Disciplina                                                                                         |
| ---------------- | -------------------- | ----------- | -------------------------------------------------------------------------------------------------- |
| 16 dicembre 2018 | Winterberg           | Germania    | a quattro con Francesco Friedrich (pilota), Martin Grothkopp e Thorsten Margis                     |
| 6 gennaio 2019   | Altenberg            | Germania    | a quattro con Francesco Friedrich (pilota), Martin Grothkopp e Thorsten Margis                     |
| 27 gennaio 2019  | Sankt Moritz         | Svizzera    | a quattro con Francesco Friedrich (pilota), Martin Grothkopp e Alexander Schüller                  |
| 24 febbraio 2019 | Calgary              | Canada      | a quattro con Francesco Friedrich (pilota), Martin Grothkopp e Thorsten Margis                     |
| 3 gennaio 2020   | Winterberg           | Germania    | a quattro con Francesco Friedrich (pilota), Martin Grothkopp, Alexander Schüller e Thorsten Margis |
| 12 gennaio 2020  | La Plagne            | Francia     | a quattro con Francesco Friedrich (pilota), Alexander Schüller e Thorsten Margis                   |
| 19 gennaio 2020  | Innsbruck            | Austria     | a quattro con Francesco Friedrich (pilota), Martin Grothkopp e Alexander Schüller                  |
| 26 gennaio 2020  | Schönau am Königssee | Germania    | a quattro con Francesco Friedrich (pilota), Martin Grothkopp e Alexander Schüller                  |
| 10 gennaio 2021  | Winterberg           | Germania    | a quattro con Francesco Friedrich (pilota), Thorsten Margis e Alexander Schüller                   |
| 21 novembre 2021 | Innsbruck            | Austria     | a quattro con Francesco Friedrich (pilota), Thorsten Margis e Alexander Schüller                   |
| 5 dicembre 2021  | Altenberg            | Germania    | a quattro con Francesco Friedrich (pilota), Thorsten Margis e Alexander Schüller                   |
| 12 dicembre 2021 | Winterberg           | Germania    | a quattro con Francesco Friedrich (pilota), Thorsten Margis e Alexander Schüller                   |
| 9 gennaio 2022   | Winterberg           | Germania    | a quattro con Francesco Friedrich (pilota), Thorsten Margis e Alexander Schüller                   |
| 26 novembre 2022 | Whistler             | Canada      | a quattro con Francesco Friedrich (pilota), Thorsten Margis e Alexander Schüller                   |
| 3 dicembre 2022  | Park City            | Stati Uniti | a quattro con Francesco Friedrich (pilota), Thorsten Margis e Alexander Schüller                   |
| 8 gennaio 2023   | Winterberg           | Germania    | a quattro con Francesco Friedrich (pilota), Thorsten Margis e Alexander Schüller                   |
| 11 febbraio 2023 | Innsbruck            | Austria     | a quattro con Francesco Friedrich (pilota), Thorsten Margis e Alexander Schüller                   |
| 12 febbraio 2023 | Innsbruck            | Austria     | a quattro con Francesco Friedrich (pilota), Thorsten Margis e Alexander Schüller                   |

### Circuiti minori

#### Coppa Europa
- 7 podi (6 nel bob a due e 1 nel bob a quattro):
  - 3 vittorie (tutte nel bob a due);
  - 3 secondi posti (2 nel bob a due e 1 nel bob a quattro);
  - 1 terzo posto (nel bob a due).

### Atletica leggera
| Anno | Manifestazione           | Sede           | Evento         | Risultato | Prestazione | Note |
| ---- | ------------------------ | -------------- | -------------- | --------- | ----------- | ---- |
| 2011 | Giochi mondiali militari | Rio de Janeiro | Getto del peso | Argento   | 19,14 m     |      |
| 2012 | Mondiali indoor          | Istanbul       | Getto del peso | 15º       | 19,60 m     |      |